# Lithacodia bryistis
Lithacodia bryistis är en fjärilsart som beskrevs av Turner 1902. Lithacodia bryistis ingår i släktet Lithacodia och familjen nattflyn. Inga underarter finns listade i Catalogue of Life.